# Dick Billingsley
Pour les articles homonymes, voir Billingsley (homonymie).
Dick Billingsley est un acteur américain né le 6 janvier 1975 aux États-Unis.

## Filmographie
- 1973 : Les Feux de l'amour ("The Young and the Restless") (série TV) : Phillip Chancellor, III #2 (1978-1981)
- 1979 : Like Normal People (TV) : Roger - age 4
- 1965 : Des jours et des vies ("Days of Our Lives") (série TV) : Scotty Banning #2 (1981-1983)
- 1983 : Sacrée journée pour Bourriquet (Winnie the Pooh and a Day for Eeyore) : Roo (voix)
- 1983 : Le Noël de Mickey (Mickey's Christmas Carol) : Tiny Tim (voix)
- 1985 : Obsessed with a Married Woman (TV) : Timmy Putnam
- 1987 : Rendez-moi mes enfants (After the Promise) (TV) : Wayne 3 (age 14)
- 2001 : Mickey, la magie de Noël (Mickey's Magical Christmas: Snowed In at the House of Mouse) (vidéo) : Additional Voices (segment "Mickey's Christmas Carol")